# Rondeslottet
Rondeslottet je nejvyšší hora Národního parku Rondane a hřebenu Rondane, nacházejícího se v Norsku. Tato hora měří 2178 metrů. Leží v kraji Innlandet.
Prvovýstup učinili 14. července 1876 Harald Graff a Ole Strømboden. Název hory a celého hřebenu je odvozen od nedalekého jezera Rondvatnet (výraz rond znamená „pruh“ a odkazuje na protáhlý tvar jezera). V roce 1921 byla na vrcholu vybudována kamenná mohyla, sloužící jako nivelační bod.
Výstup na horu začíná u turistické chaty Bjørnhollia v nadmořské výšce 914 m. Vrchol je u turistů oblíben pro daleké výhledy.